# Diospyros minahassae
Diospyros minahassae är en tvåhjärtbladig växtart som beskrevs av Bakh. Diospyros minahassae ingår i släktet Diospyros och familjen Ebenaceae. Inga underarter finns listade i Catalogue of Life.